# Crypthelia ramosa
Crypthelia ramosa is een hydroïdpoliep uit de familie Stylasteridae. De poliep komt uit het geslacht Crypthelia. Crypthelia ramosa werd in 1905 voor het eerst wetenschappelijk beschreven door Hickson & England. 